# Japanagromyza orbitalis
Japanagromyza orbitalis är en tvåvingeart som beskrevs av Frost 1936. Japanagromyza orbitalis ingår i släktet Japanagromyza och familjen minerarflugor.
Artens utbredningsområde är Panama. Inga underarter finns listade i Catalogue of Life.